# 加拿大自由主义
加拿大的自由主义（英語：Liberalism in Canada）自18世纪以来一直是该国的一个主要政治思想潮流。加拿大和许多其他自由派民主国家都在民主政治传统方面类似。